# Guatajiagua
Guatajiagua es un distrito del municipio de Morazan Sur en el departamento de Morazán, El Salvador. De acuerdo al censo oficial de 2024, tiene una población de 10.237 habitantes. Este el único lugar donde todavía hay personas que recuerdan el Lenca salvadoreño o Potón. Limita al norte con Yamabal y Ciudad Barrios; al este con Yamabal; al sur con San Miguel y Chapeltique y al oeste con Ciudad Barrios y Chapeltique.

## Cantones
Para su administración Guatajiagua se encuentra dividido en 6 cantones y estos a su vez en 29 caseríos. Siendo sus cantones:
1. Abolinos
2. Cirigual
3. Maiguera
4. Pajigua
5. San Bartolo
6. Volcán

## Historia
Los habitantes originarios de este lugar fueron Lencas. A mediados del siglo XVI su población era de 500 habitantes y durante el transcurso del siglo XVII se trasladaron al lugar moradores de vecindades lencas como Tocorrostique y Arantique. En 1786 perteneció al Partido de Gotera, y en 1826 pasó a formar parte de su actual departamento.
Al final del siglo XIX se estimó su población en 2600 habitantes.
El pueblo obtuvo el título de «villa» por decreto legislativo del 7 de abril de 1905; el decreto fue sancionado por el presidente Pedro José Escalón en el 8 de abril; el decreto refirió al pueblo con el nombre de Guatajiagua. Obtuvo el título de «ciudad» el 13 de agosto de 1928. A través de los años, el sitio ha sido conocido como Guataoxia y Guatajiagua

## Información general, cultura y turismo

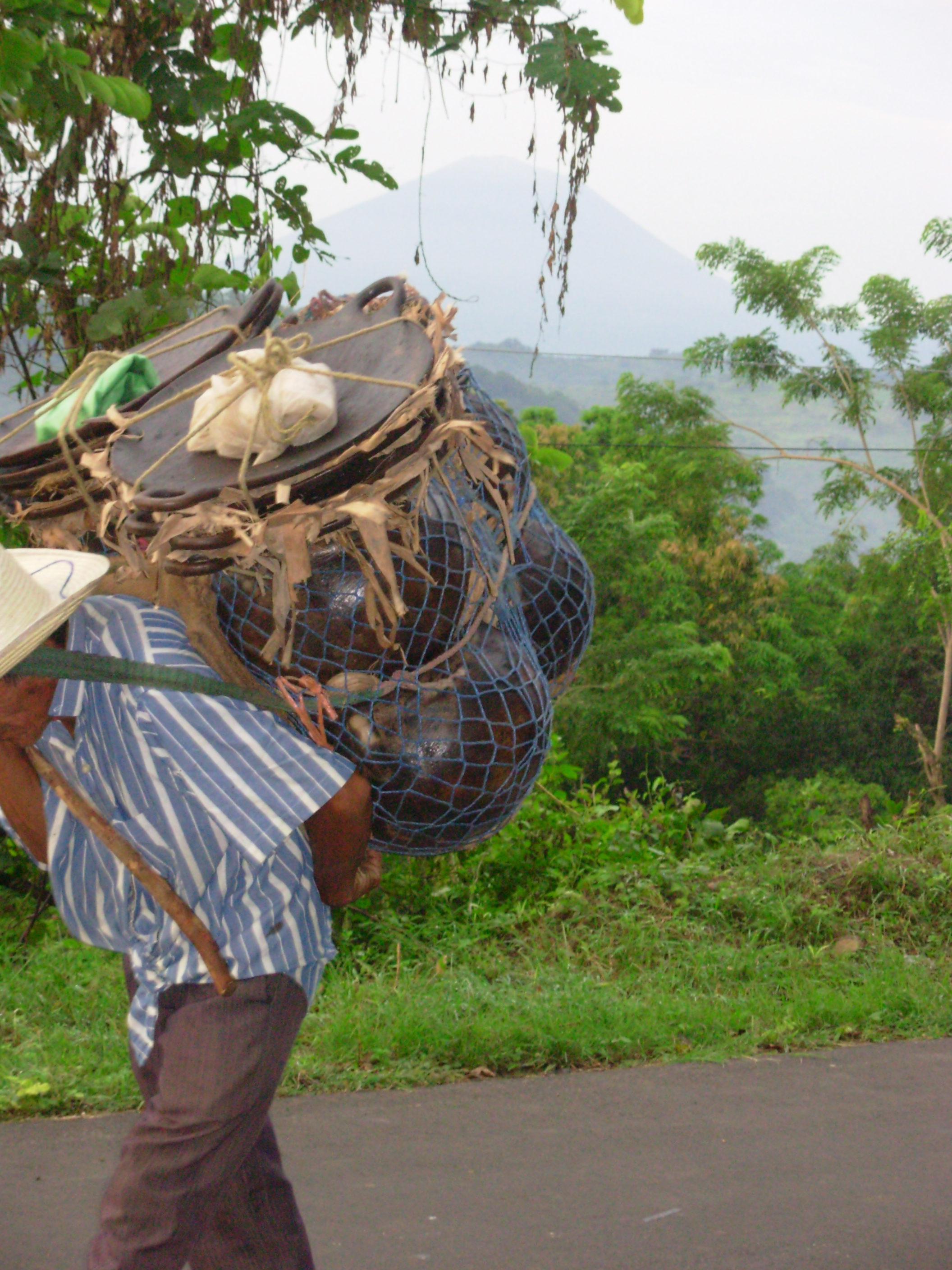
Un vendedor cargando artesanías de barro negro en Guatajigua.

El distrito cubre un área de 70,77 km² y la cabecera tiene una altitud de 240 m s. n. m. El topónimo Guatajiagua significa «Valle con Cultivos de Tabaco» o «Valle Cultivado de Tabaco». Su industria más conocida es la elaboración de utensilios hechos de barro negro, cuyo color característico proviene del nacascolo, además siendo uno de los atractivos turísticos de la zona, además también se producen productos lácteos, y otro atractivo turístico es la Poza El Salto o Cascada El Salto. Las fiestas patronales se celebran del 18 al 20 de enero en honor a San Sebastián Mártir, todavía conserva costumbres ancestrales. Además de estas, celebran el 2 de febrero fiestas en honor a la Virgen de Candelaria.
Este uno de los lugares donde todavía hay semi-hablantes nativos de lenca salvadoreño, que hablan una variante dialectal diferente a la de Chilanga (donde la lengua ya ha desaparecido); siendo Mario Salvador Hernández, el último hablante del lugar, por lo cual crearía su propio libro titulado Potón piau. Según una investigación del lenca potón del 2004 de la Universidad Centroamerican José Simeón Cañas, se identificó en esta variante 380 palabras, cinco vocales, 16 consonantes, una alternancia entre “g” y “k” y una reduplicación para crear plurales de formas singulares.